# Kawabeia
Kawabeia is een geslacht van vlinders uit de onderfamilie Tortricinae van de familie der bladrollers (Tortricidae). De wetenschappelijke naam van het geslacht werd op 16 april 1965 gebubliceerd door Nikolaus Obraztsov in Tijdschrift voor entomologie. Hij vernoemde het geslacht naar Atsushi Kawabe, een specialist op het gebied van deze groep die zelf al eerder de suggestie had gedaan dat voor de groep bladrollers met daarin Cheimatophila ignavana een apart geslacht zou moeten worden gecreëerd. Op 30 juni 1965 publiceerde Józef Razowski in Acta zoologica cracoviensia om dezelfde reden de naam Kawabea, met dezelfde typesoort. De publicatie van Kawabeia antedateert die van Kawabea met ruim twee maanden, waardoor de naam met de 'i' de beschikbare naam is, en Kawabea een objectief synoniem.

## Soorten
- K. fuscofasciata Park & Byun, 1991
- K. ignavana (Christoph, 1881)
- K. nigricolor Yasuda & Kawabe, 1980
- K. paraignavana Park & Byun, 1991
- K. razowskii (Kawabe, 1963)